# Triangle de Palliser
Pour les articles homonymes, voir Palliser.

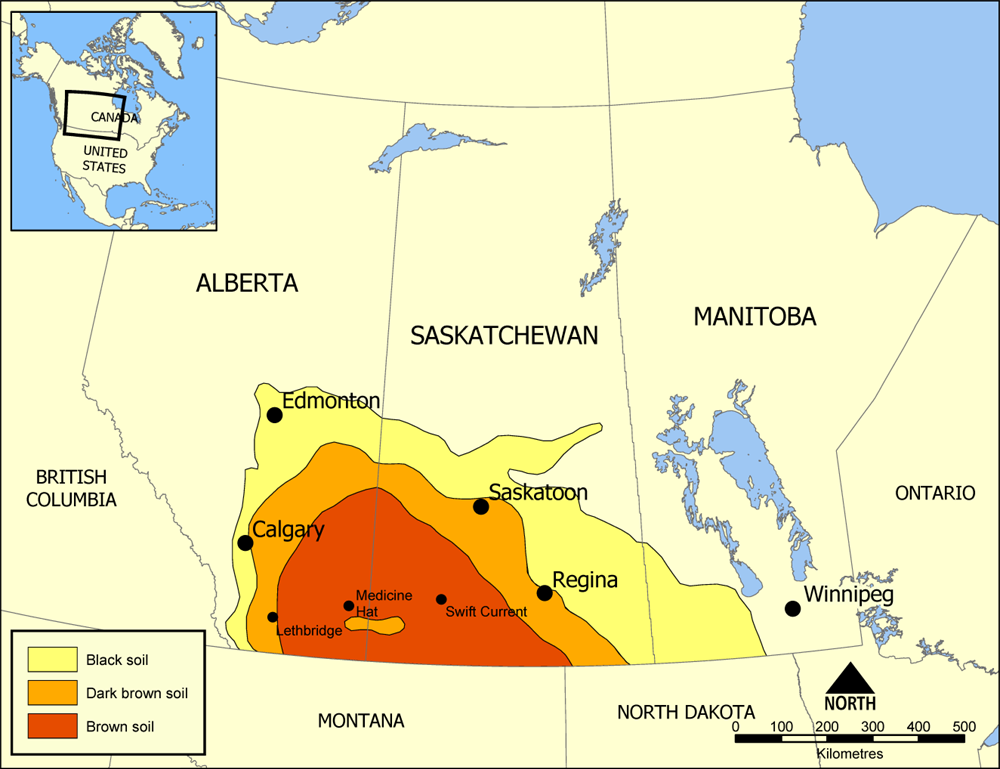
Carte du Triangle de Palliser

Le Triangle de Palliser est une zone géographique située au sud de l'Alberta et de la Saskatchewan, au Canada. Elle est nommée ainsi en raison de sa forme triangulaire. Le triangle va, au sud, de Red Deer (Alberta) jusqu'à la frontière des États-Unis. Le triangle de Palliser fait partie d'un ensemble plus vaste encore qui recouvre une très grande région géologique s'étendant au-delà de la frontière canadienne et recouvrant la vallée du Missouri dans le Dakota du Nord et le Dakota du Sud. Cet ensemble géologique central de l'Amérique du Nord, situé de part et d'autre de la frontière est appelé "Coteau du Missouri"

## Histoire
La région fut nommée ainsi en l'honneur de John Palliser qui dirigea l'Expédition Palliser dans l'Ouest canadien, et qui fut le premier à la décrire. Palliser remarqua qu'il s'agissait d'une zone sèche, dépourvue d'arbres. Il en vint à la conclusion qu'elle était inadaptée pour l'agriculture. Quelques années plus tard, John Macoun, un représentant du gouvernement fédéral, contredit Palliser et dit que la terre était bonne pour la culture du blé et il y encouragea les immigrants à s'y établir comme fermiers. Le triangle commença à être peuplé et à voir l'agriculture s'y développer au début du XXe siècle.

## Ranchlands
Longtemps, cette région fut idéale pour les éleveurs. Le sol sablonneux, couvert d'herbe, et le climat sec convenait parfaitement pour l'élevage du bétail. De nombreux éleveurs américains (ranchers) n'hésitaient pas à amener leur bétail au Nord, pour les faire paître dans la région. À tel point qu'en 1912, une grande partie de son herbe avait totalement disparu.  

## La production de blé
Jusqu'en 1918, puis de 1925 à 1929, les récoltes étaient très bonnes, mais la sécheresse alliée à des pratiques agricoles inadaptées transformèrent la région en Dust Bowl dans les années 1930, ce qui favorisa l'entrée du Canada dans la  Grande Dépression. Il fallut attendre l'arrivée de nouvelles techniques agricoles et une succession d'années pluvieuses pour qu'elle redevienne une importante région agricole. Cependant, jusqu'aujourd'hui l'agriculture a toujours été précaire dans cette région du Canada, les fermiers ne réussissant à faire face aux conditions climatiques extrêmes que grâce aux larges subventions qui leur sont versées.